# Juan Camacho
Juan Camacho, född 4 juni 1959, är en friidrottare från Bolivia. Han deltog vid olympiska sommarspelen 1984, olympiska sommarspelen 1988 och olympiska sommarspelen 1992.